# Spilichneumon jezoensis
Spilichneumon jezoensis là một loài tò vò trong họ Ichneumonidae.